# Torre de Sant Miquel
La torre de Sant Miquel és un edifici de la Roca del Vallès declarat bé cultural d'interès nacional.

## Descripció
Queden restes de mur d'una torre de guaita o defensiva. El recinte té forma aproximadament rectangular i al seu interior hi ha una cambra soterrada amb murs de factura medieval. El mur que es conserva més sencer té un gruix de 90 centímetres i té dues o tres espitlleres en dos registres. El registre inferior està situat actualment sota el nivell del sòl. El parament està realitzat amb còdols de riu amb la cara vista aplanada, units amb morter de calç i disposats en filades horitzontals força regulars.

## Història
Aquesta torre tindria la funció de defensa o de guaita de la Via Romana de Parpers que es creu que passava per allà a prop.